# HD 164509
HD 164509 — звезда, которая находится в созвездии Змееносец на расстоянии около 169 световых лет от нас. Вокруг звезды обращается, как минимум, одна планета.

## Характеристики
HD 164509 — звезда 8,24 звёздной величины; впервые в астрономической литературе упоминается в каталоге Генри Дрейпера, изданном в начале XX века. Она представляет жёлтый карлик с массой и радиусом, равными 1,13 и 1,06 солнечных соответственно. Температура поверхности HD 158038 составляет приблизительно 5922 Кельвин. Светимость звезды равна 1,15 светимости Солнца. Возраст звезды оценивается астрономами в 1,1 миллиарда лет.

## Планетная система
В 2011 году группой астрономов, работающих с данными, полученными в обсерватории Кека, было объявлено об открытии планеты HD 164509 b в системе. Это газовый гигант, обращающийся на расстоянии 0,87 а.е.; год на ней длится приблизительно 282 суток. Открытие HD 164509 b было совершено методом Доплера.